# Fusae Ichikawa

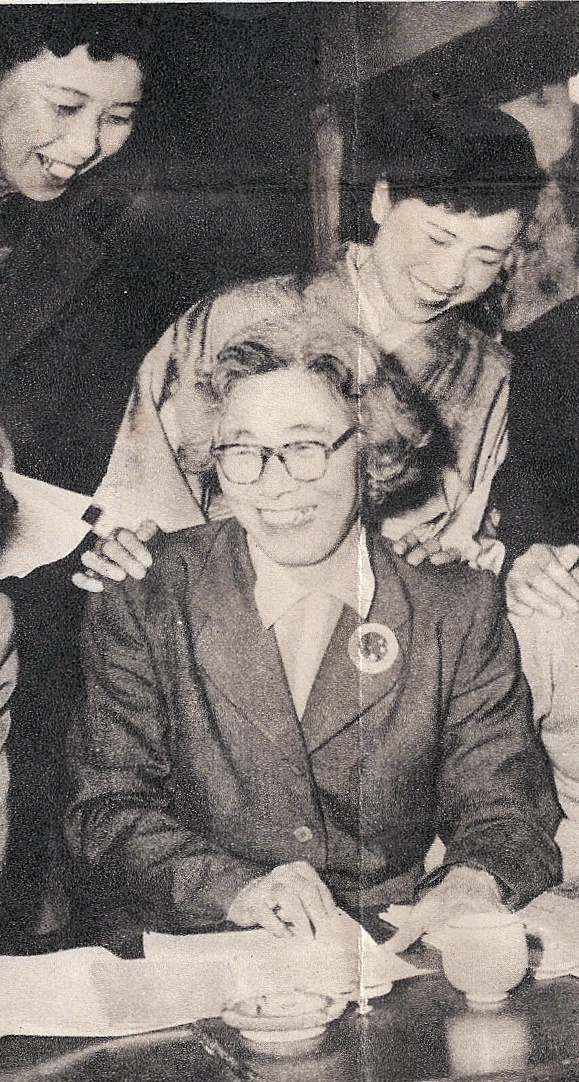
Fusae Ichikawa

Fusae Ichikawa (jap. 市川 房枝 Ichikawa Fusae; ur. 15 maja 1893 w Meichi obecnie Ichinomiya, zm. 11 lutego 1981) – japońska działaczka feministyczna.

## Życiorys
W trakcie I wojny światowej pracowała jako nauczycielka i mieszkała w Tokio. Tam poznała zachodni styl życia, co skłoniło ją do założenia Stowarzyszenia Nowych Kobiet. Był to ruch, który jako pierwszy sukces miał na swoim koncie zezwolenie na udział kobiet w spotkaniach politycznych. 
W ciągu trzech lat studiów znalazła się pod wpływem amerykańskiej feministki Carrie Catt i Amerykańskiego Krajowego Stowarzyszenia Sufrażystek. 
W 1924 założyła Ligę Sufrażystek, jednak polityczne i społeczne prawa dla kobiet pojawiły się dopiero po uchwaleniu demokratycznej konstytucji w październiku 1946. Od 1945 Fusae Ichikawa przewodziła Nowej Japońskiej Lidze Kobiet w trakcie długiej walki z japońskimi zabobonami. 
W 1952 została deputowaną do parlamentu, po czym dwukrotnie była wybierana na kolejne kadencje, lecz w 1971 poniosła klęskę, która prawdopodobnie wynikała z jej kampanii na rzecz zalegalizowania prostytucji i/lub ataków na korupcję. Jednak w 1975 82-letnia już wówczas Fusae Ichikawa ponownie została wybrana do parlamentu a po raz piąty wybrano ją posłanką w 1980.
Laureatka Nagrody Asahi za 1972 rok.